# Drottninggatan 17

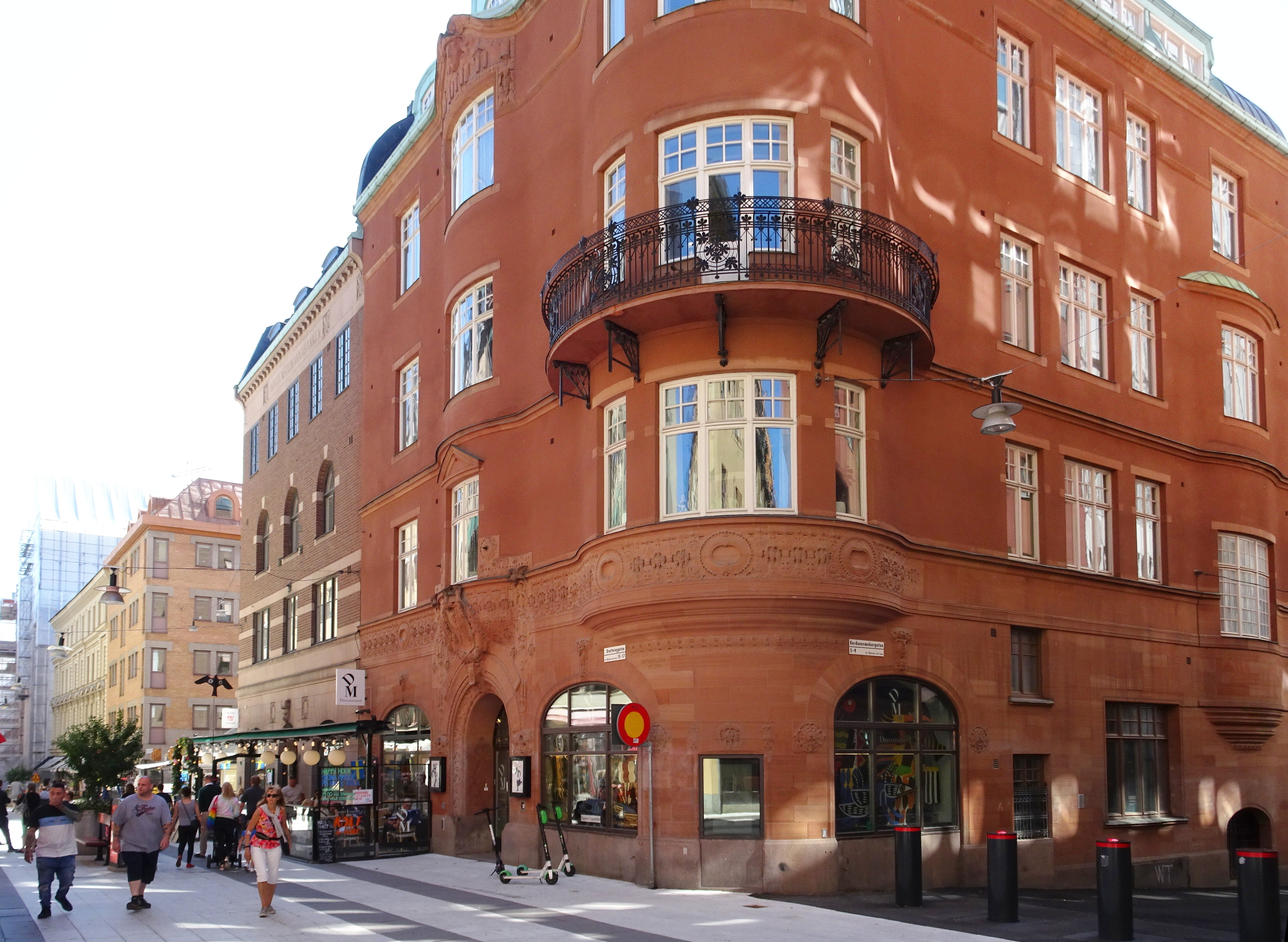
Före detta Sundsvalls Handelsbank, Drottninggatan 17, augusti 2020.

Drottninggatan 17 i Stockholm är adressen för den byggnad som restes i kvarteret Loen 1906–1908 för Sundsvalls Handelsbank. Fastigheten ligger i korsningen Drottninggatan 17 och Karduansmakargatan 5. Fastigheten är blåklassad av Stockholms stadsmuseum vilket är det starkaste skyddet och innebär "att bebyggelsen bedöms ha synnerligen höga kulturhistoriska värden".

## Historik

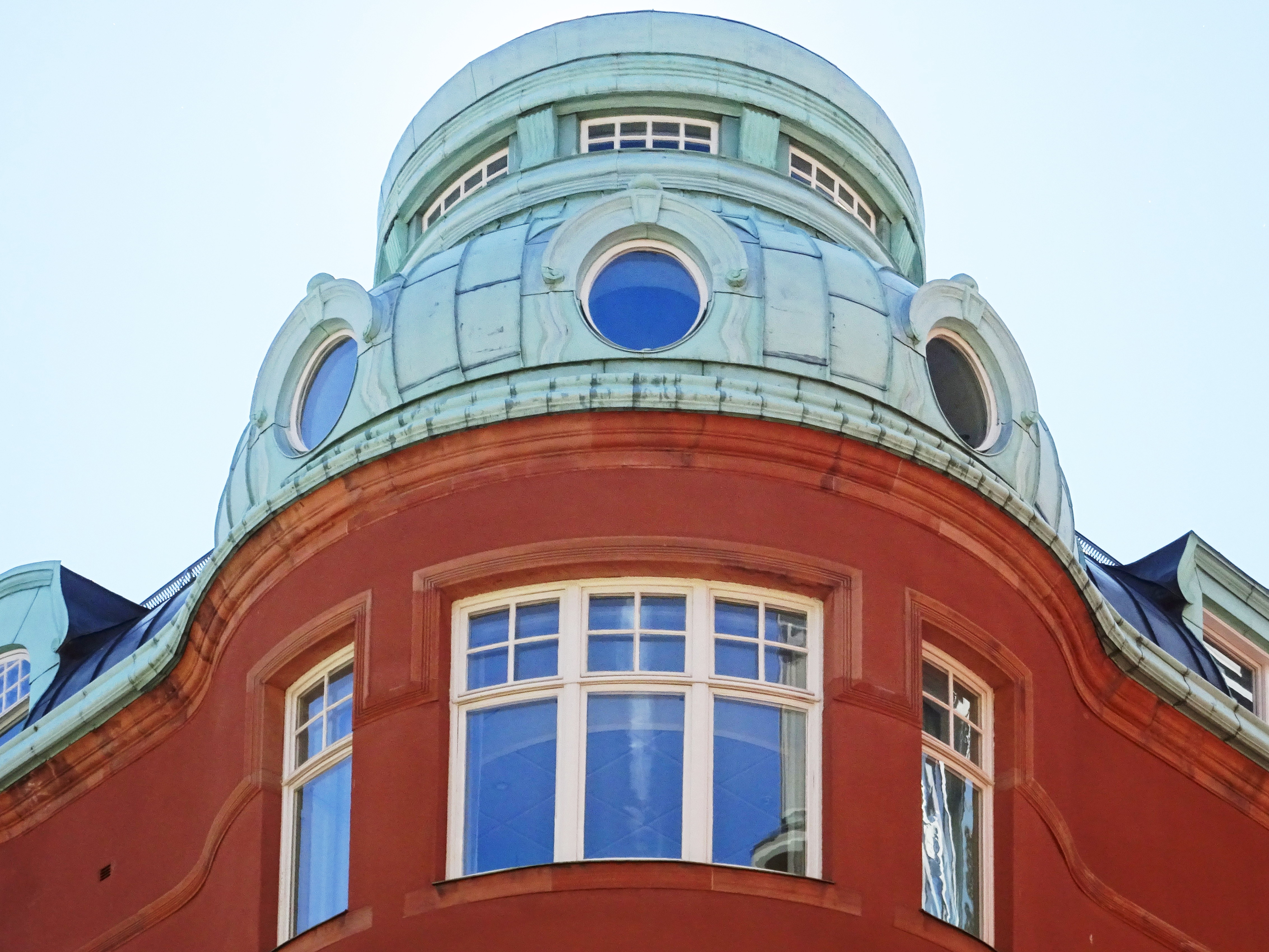
Hörntornets kupol.

Sundsvall Handelsbanks Stockholmsfilial hade till en början varit inhyst vid Gustav Adolfs torg. 1906 lät banken påbörja byggandet av en ny bankfastighet enligt Thor Thoréns ritningar på Drottninggatan, vägg i vägg med Tjenstemannabanken samtida bygge. Byggmästare var N J Bengtson.
1908 stod den rikt ornamenterade jugendfasaden i röd Övedssandsten och rött puts färdig. Bottenvåningen är fylld av växt och djurornamentik i tunn relief, och över portalen framträder Sundsvalls stadsvapen. Byggnaden avslutas uppåt av en kopparkupol och över det välvda fönstret återfinns ett skulpterat Mercuriushuvud.
Bankhallen pryddes av gröna marmorpelare med förgyllda kapitäl, blomstuckatur och glastak (vilka än idag är väl bibehållna). Styrelserummet var beläget en trappa upp och i källaren fanns depositionsvalvet. Stora delar av huset hyrdes ut, bland annat butikslokalerna i bottenplan mot Drottninggatan.
Efter att Sundsvalls Handelsbank 1917 tagits över av Uplandsbanken brukades lokalerna fortsatt som bank fram till 1974, då Uplandsbanken flyttade sitt kontor till Drottninggatan 25. Samma år köpte staten Drottninggatan 17 och numer hyser huset delar av Regeringskansliet.
Statens Fastighetsverk förvaltar byggnaden och genomförde med start 2009 en omfattande renovering. Efter återinvigning och återinflytt av delar av regeringskansliet i kontorsvåningarna har Dansmuseet år 2013 flyttat in i gatuplan.

## Bilder

Fasaddetaljer
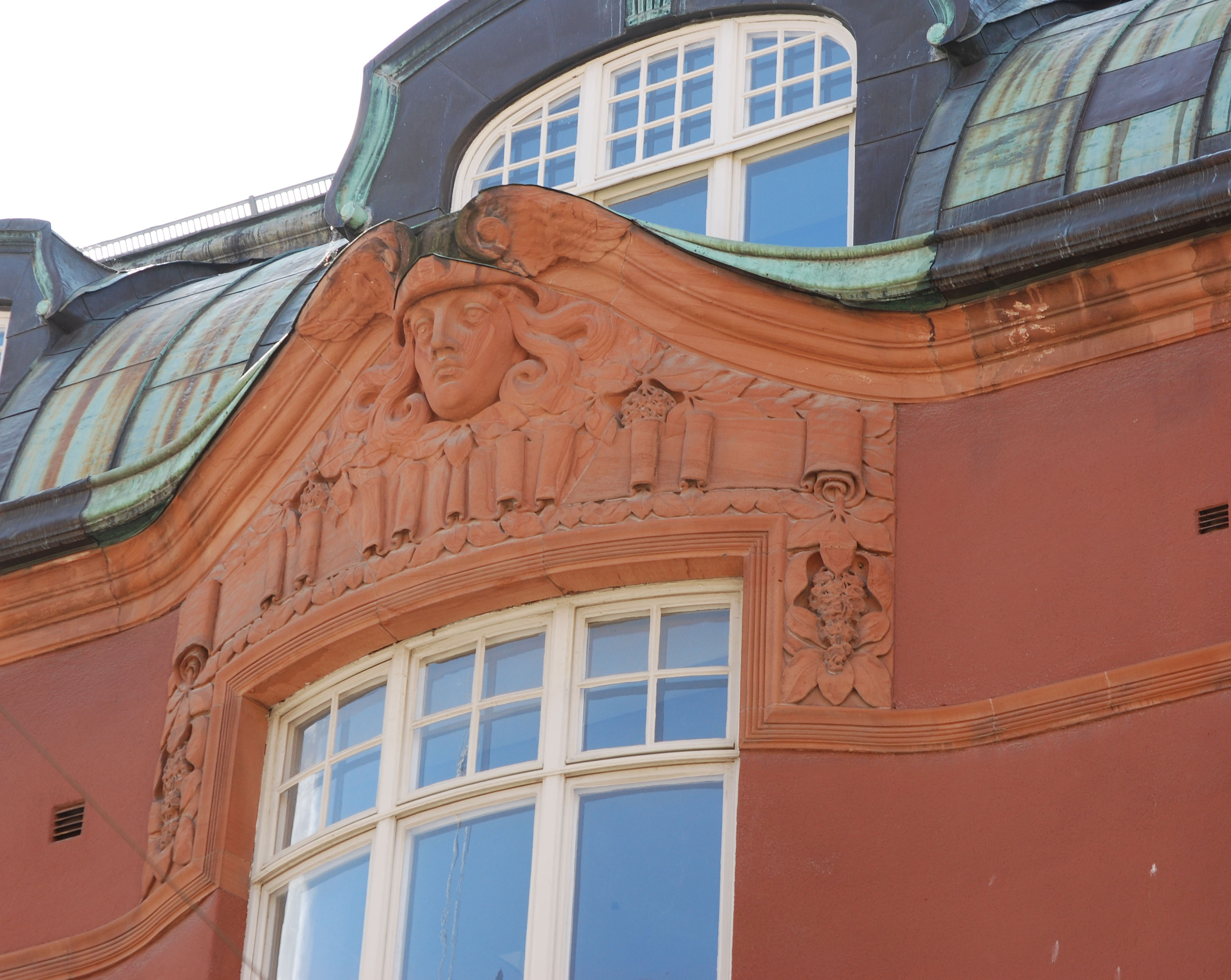
Hermes, köpmännens gud i grekisk mytologi.
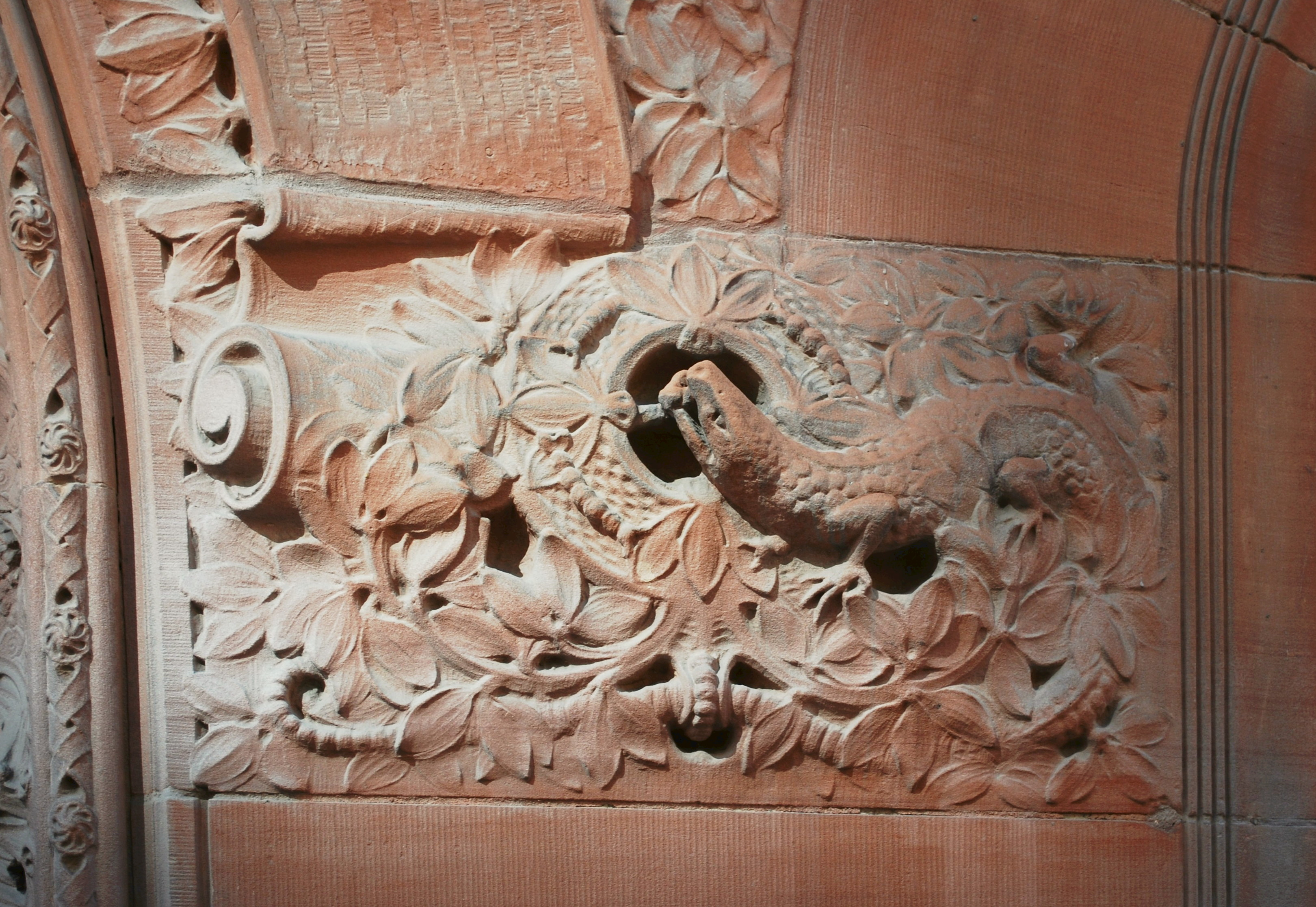
En drake, vanlig Sundsvallssymbol efter Sundsvallsbranden 1888.
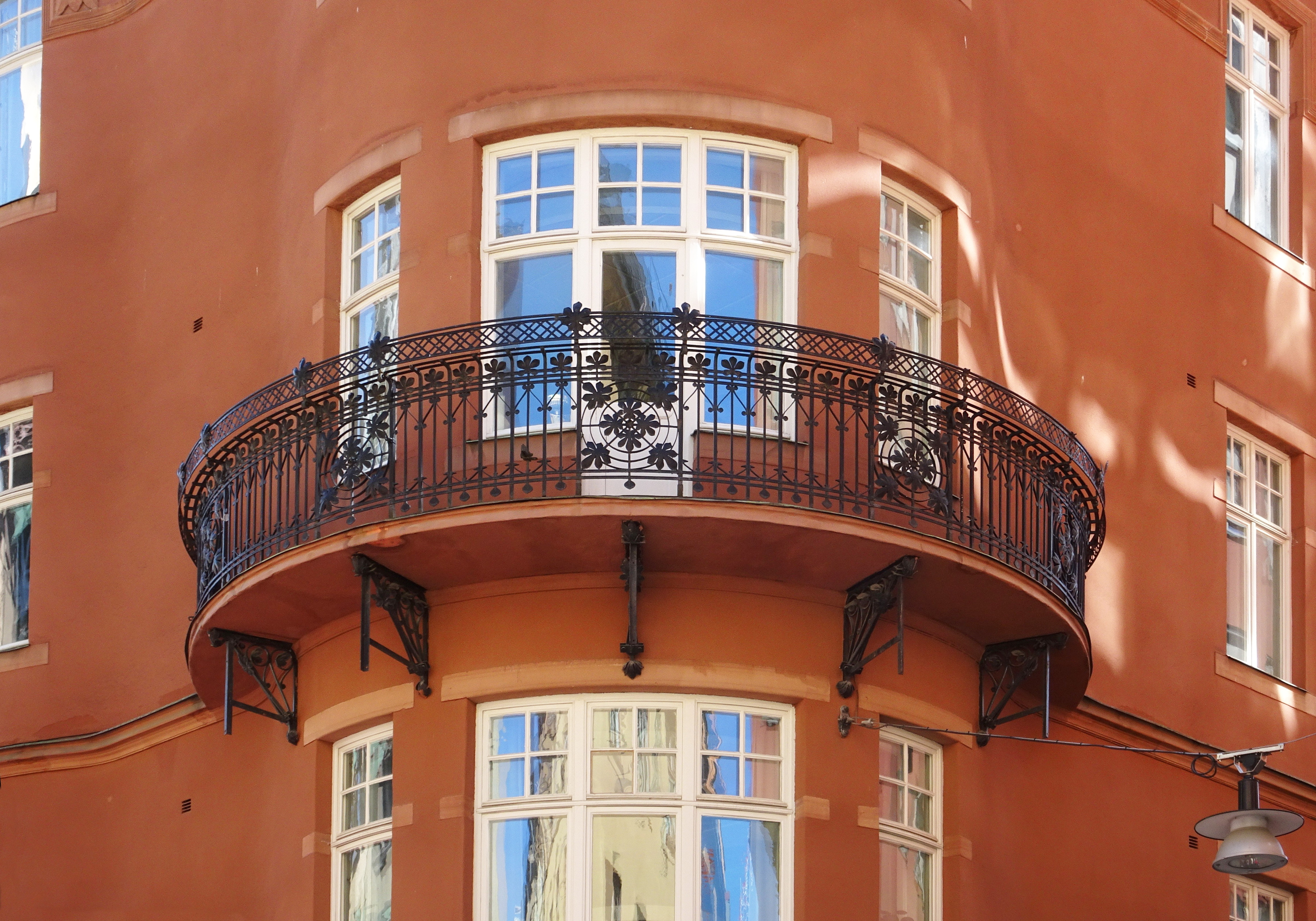
Hörnbalkongen.
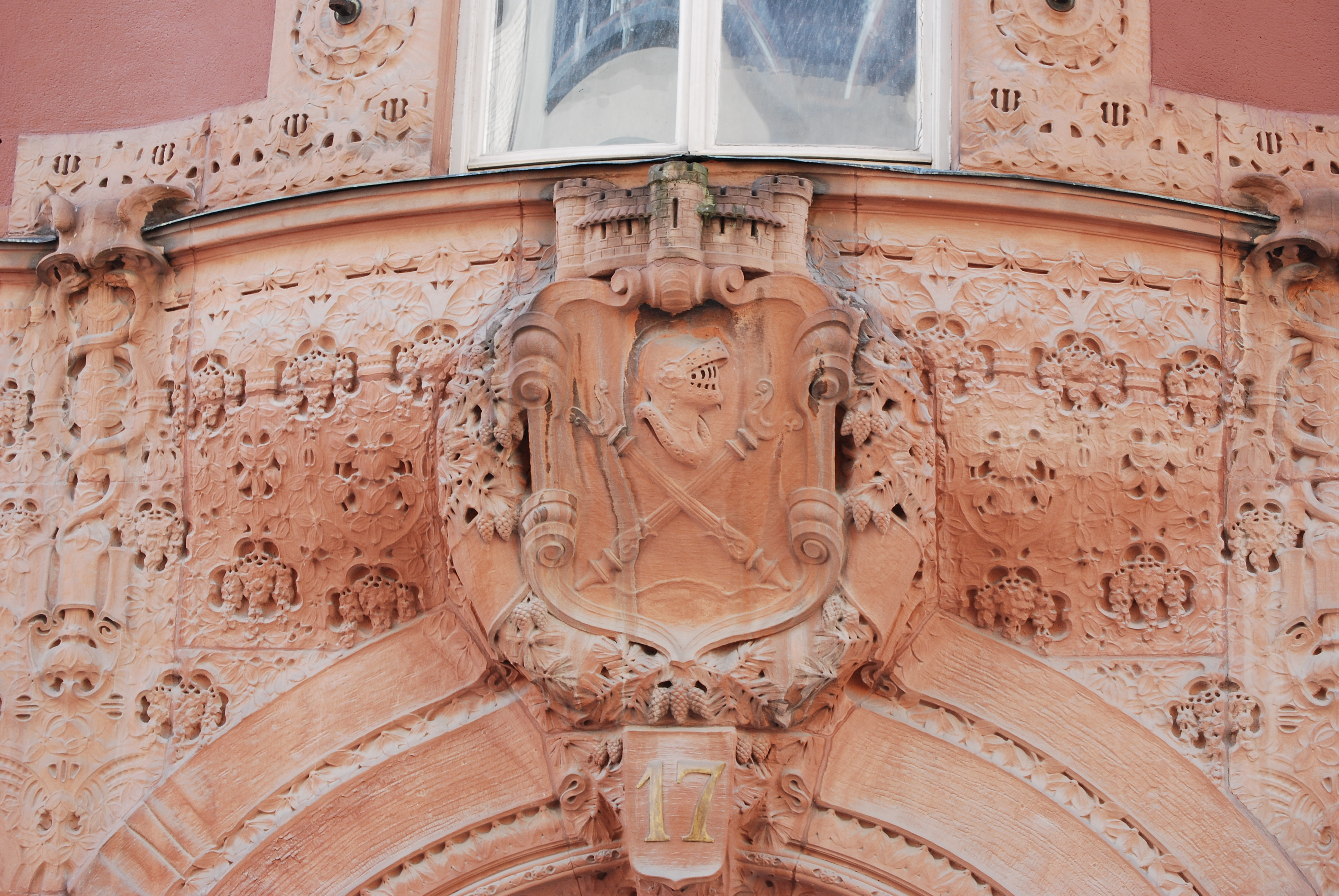
Sundsvalls stadsvapen.
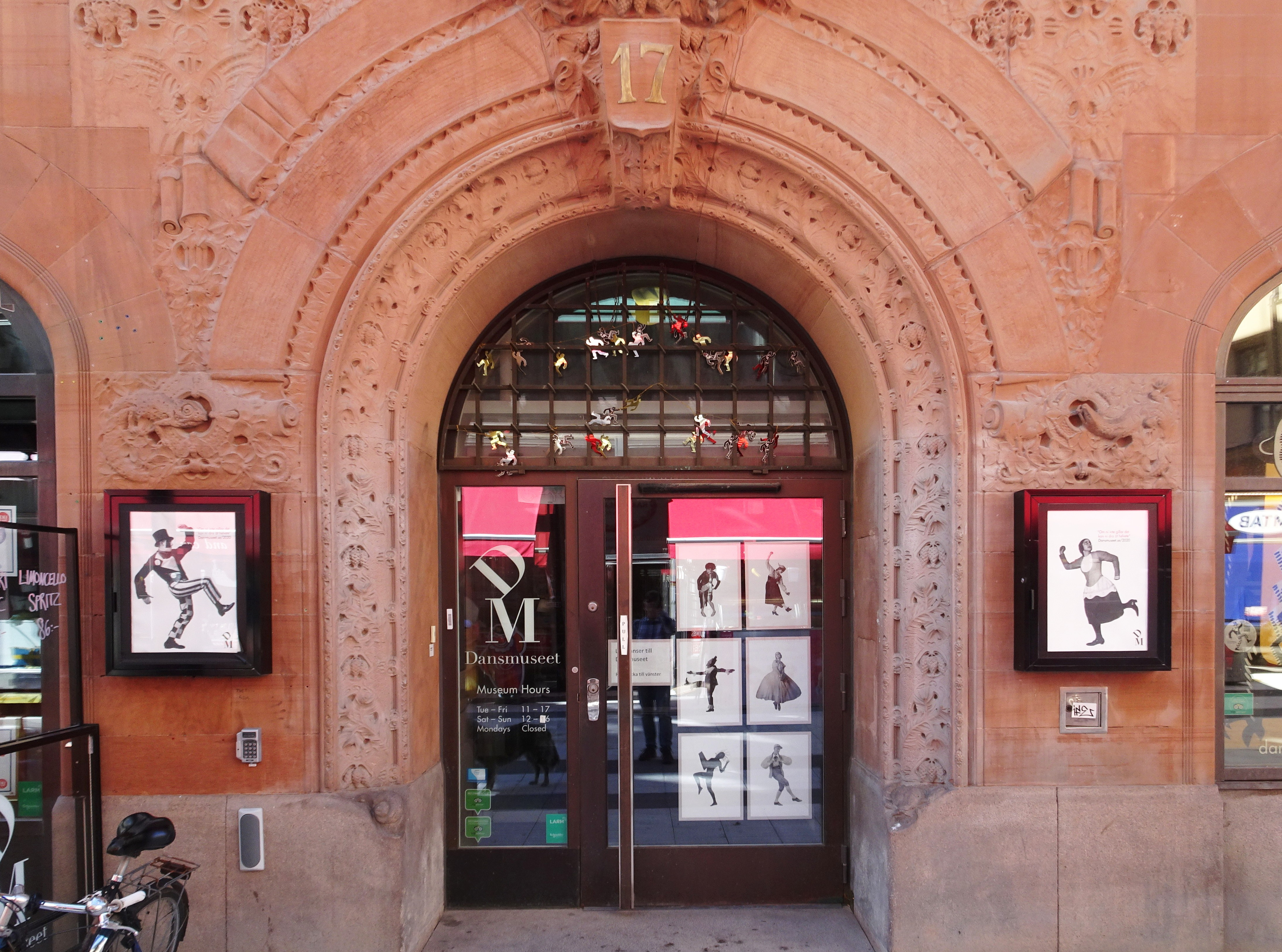
Entrén till Dansmuseet.